# X-Hazil Sur
X-hazil Sur es un pueblo del estado mexicano de Quintana Roo, localizado en el centro de la entidad, en el Municipio de Felipe Carrillo Puerto a poco más de una hora de la capital del estado. 
Forma parte del ejido X-hazil Sur y Anexos, que está conexo a la Reserva de la Biósfera de Sian Ka'an, y se fundó en 1936 por un grupo de pueblos mayas provenientes de la Guerra de Castas. El ejido incluye los núcleos de población de Chancah Veracruz y Uh-May. En la actualidad los habitantes se dedican a las actividades agropecuarias y principalmente a la comercialización de maderas preciosas. La mayoría de los ejidatarios realizan la milpa tradicional de roza-tumba y quema. La “milpa que camina” no tiene un límite establecido, los ejidatarios o sus familiares tienen plena libertad de elegir la ubicación de parcelas para hacer milpa. La única restricción es que no afecte la zona que esté incluida en el plan de cortas y la reserva ejidal.

## Educación
- Preescolar Publica "Jose Maria de la Vega"
- Escuela Primaria "Jose Maria Morelos y Pavon"
- Escuela Telesecundaria "Vicente Kau Chan"
- Colegio de Bachilleres a distancia (EMSAD)